# Brasserie Grain d'orge (France)
Pour les articles homonymes, voir Grain d'orge.
Cet article concerne la brasserie française. Pour la brasserie belge, voir Brasserie Grain d'Orge (Belgique).
La Brasserie Grain d'orge était une brasserie française située à Ronchin, dans le département du Nord, dont les activités font désormais partie de la Brasserie Goudale.

## Histoire

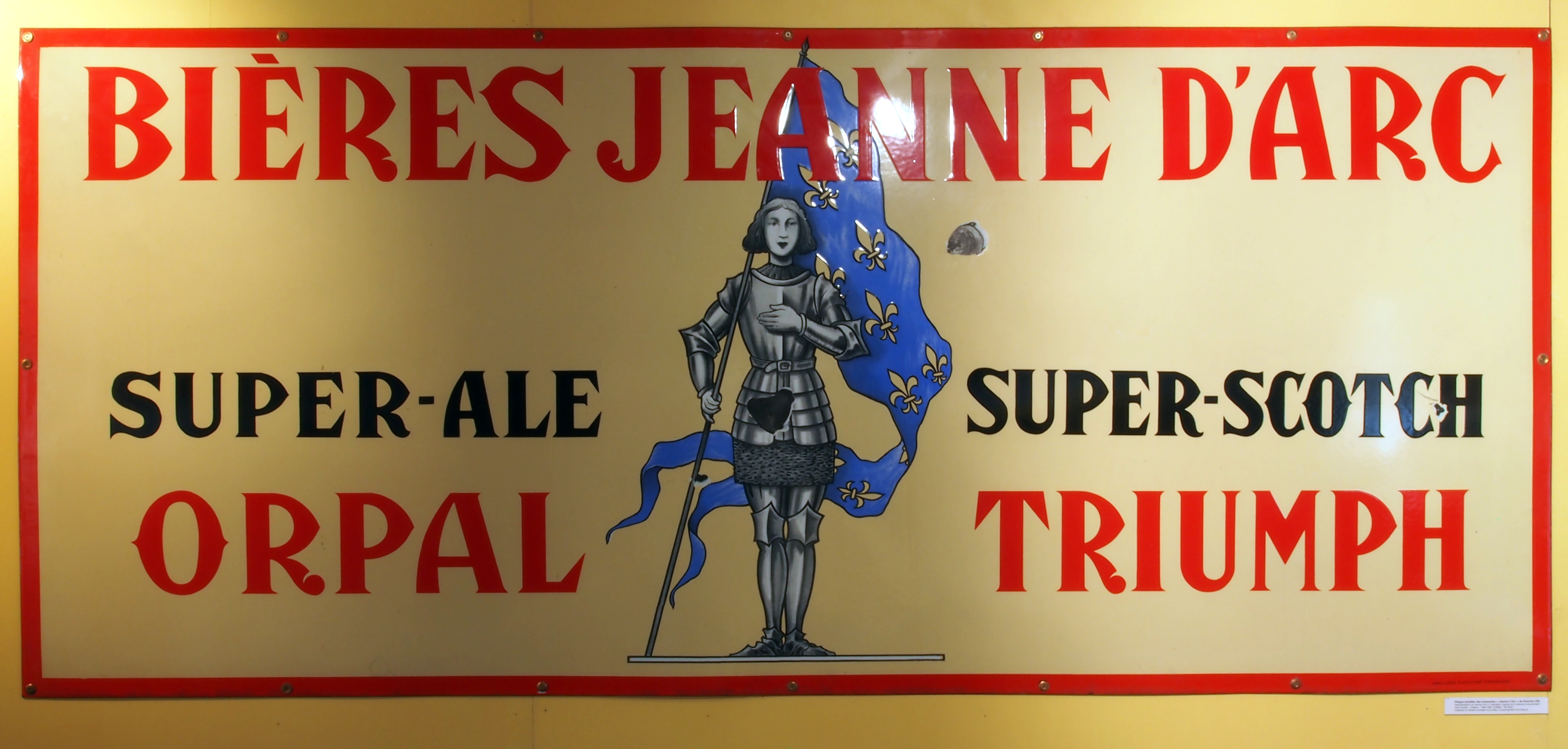
Plaque de la brasserie Jeanne d'Arc.

En 1898, Henri Vandamme, à la tête d'une des 5 brasseries artisanales de Ronchin, souhaite se développer en construisant un établissement plus performant. Avec Pierre Hovelaque, ils fondent en 1899 la Brasserie Vandamme, qui commence à produire au mois de juin. 
Renommée par la suite Brasserie Jeanne d'Arc (1927), elle se fait racheter par la Brasserie de Gayant, basée à Douai, et rebaptiser Brasserie Grain d'orge en juin 2002. Elle rachète la marque de bière Septante 5 et sa recette auprès de la Brasserie Terken lorsqu'elle ferme en 2004.
Le site de la brasserie a cessé la production de bière en 2005 en se consacrant uniquement à la logistique. La production est alors transférée au sein de la brasserie de Gayant. En 2012 est lancée la construction d'un lotissement de 125 logements sur l'emprise du site.

## Bières

Bière Ambre des Flandres.

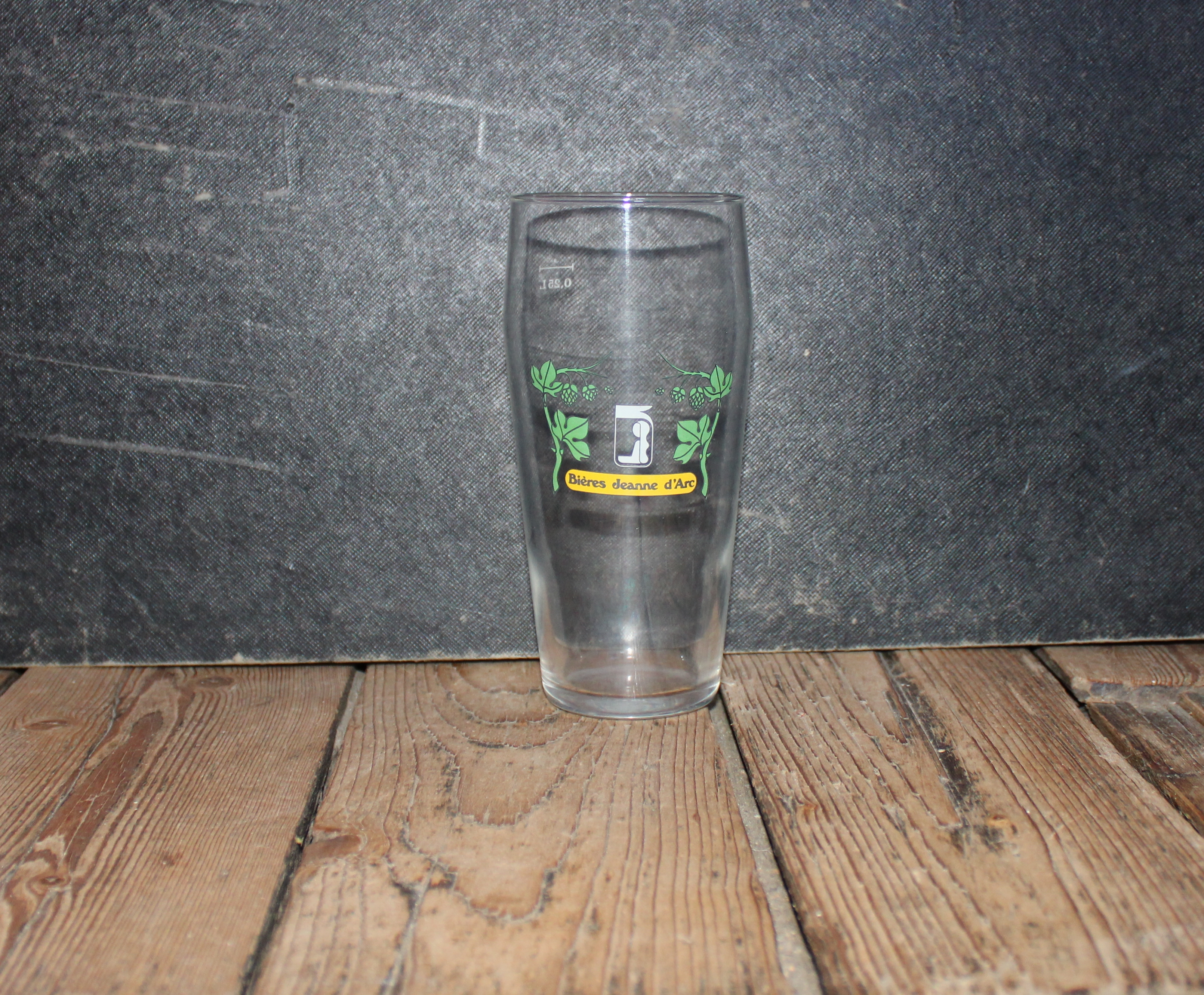
Vieux verre à bière "Bières Jeanne d'Arc".

- Belzébuth : lancée en avril 1997, la Belzébuth avait à l'époque une teneur en alcool de 15 %. C'est une bière pur malt de fermentation haute, au goût très aromatique obtenu grâce à la sélection d'une levure particulière et aussi un mélange de 3 différents malts. L'alcool provient exclusivement de la fermentation naturelle de la bière. La garde affine ensuite le goût de la Belzébuth et lui donne une dominante maltée qui en fait une bière apéritive très typée. Après l'achat de la Brasserie Jeanne d'Arc par la Brasserie de Gayant, la recette de la Belzébuth a été modifiée. Le pourcentage d'alcool diminua à 13 %. Elle demeure tout de même l'une des bières les plus fortes du monde.
- Ambre des Flandres
- Triple Secret des Moines
- Grain d'Orge
- Gold Triumph
- Orpal
- La Septante 5